# Калита, Михаил Григорьевич
Михаи́л Григо́рьевич Калита́ (укр. Каліта Михайло Григорович; род. 27 сентября 1961, Львов) — советский футболист и украинский футбольный тренер.

## Футбольная биография

### Игровая карьера
Футболом начал заниматься во львовской ДЮСШ. Первый тренер — Игорь Кульчицкий. С 1979 года выступал за клубы: СКА (Львов) и «Подолье» (Хмельницкий). После службы в армии откликнулся на предложение старшего тренера «Звезды» (Кировоград).
и в течение шести сезонов выступал за эту команду. На счету Калиты более 200 игр во второй лиге и 65 забитых мячей. Пять чемпионатов в составе «Звезды» Калита закончил в ранге лучшего бомбардира команды в сезоне. Из-за тяжелой травмы окончил карьеру в 26 лет.

### Тренерская биография
Работал тренером в кировоградском ДЮСШ, одним из его воспитанников был Серей Назаренко. После тренировал кировоградскую «Звезду», являясь ближайшим помощником тренера Николая Федоренко. В сезоне 1995/1996 вместе с командой занял 6-е место в Высшей лиге Украины. Летом 1998 года по собственному желанию оставил «Звезду». С 1999 года по 2003 год тренировал «Николаев». Летом 2004 года был назначен главным тренером сумского «Спартак-Горобына». После работал тренером в клубе «Львов». В январе 2009 года стал главным тренером «Николаева», сменив Вячеслава Мазарати. В апреле 2010 года покинул тренерский мостик «Николаева», а главным тренером вновь стал Мазарати.
В апреле 2013 года Калита становится помощником главного тренера в николаевской «Энергии», которая готовится к дебютному сезону во Второй лиге. Главный тренер команды всё тот же Мазарати.

## Образование
Окончил Кировоградский педагогический институт. В 1996 году окончил Высшую школу тренеров в Киеве.